# 盧森堡廣播電視集團

RTL集團（RTL Group，“RTL”缩写自法语），是盧森堡的一個媒體集團，其主要持股人是德國媒體巨頭貝塔斯曼。RTL集團在10個國家擁有54家電視台和29個廣播電台。RTL在德國、法國、比利時、荷蘭、盧森堡、西班牙、匈牙利、克羅地亞、印度和俄羅斯等國都擁有電視台，並且還在世界各地有眾多的節目製作公司。RTL還製作了眾多世界知名的電視節目，諸如X音素等。

## 外部連結
- RTL Group （页面存档备份，存于）
- Official history （页面存档备份，存于）
- Bertelsmann site （页面存档备份，存于）
- Careers RTL （页面存档备份，存于）